# Stavolta m'ammazzo sul serio
Stavolta m'ammazzo sul serio è un romanzo umoristico di Antonio Amurri pubblicato dalla Arnoldo Mondadori Editore nel 1977.

## Trama
Antonello Rossi, protagonista dell'opera, un cinquantenne padre di famiglia con amante giovane, tenta il suicidio ingoiando barbiturici. Nel mentre riepiloga la sua vita come marito, padre, adultero e lavoratore assai distratto. Ma non verrà preso sul serio in nessuno dei suoi ruoli, compreso quello di suicida.

## Edizioni
- Antonio Amurri, Stavolta m'ammazzo sul serio, Biblioteca Umoristica Mondadori, Arnoldo Mondadori Editore, 1977,  p. 186.
- Antonio Amurri, Stavolta m'ammazzo sul serio, Club degli Editori, 1978,  p. 186.